# Javier Marrón Jiménez
Javier Marrón Jiménez (28 de diciembre de 1983) es un deportista español que compitió en taekwondo. Ganó una medalla de bronce en el Campeonato Mundial de Taekwondo de 2009 en la categoría de –63 kg.

## Palmarés internacional
| Campeonato Mundial | Campeonato Mundial     | Campeonato Mundial | Campeonato Mundial |
| Año                | Lugar                  | Medalla            | Categoría          |
| ------------------ | ---------------------- | ------------------ | ------------------ |
| 2009               | Copenhague (Dinamarca) | Medalla de bronce  | –63 kg             |